# Mactrotoma nasuta
Mactrotoma nasuta är en musselart som först beskrevs av Gould 1851.  Mactrotoma nasuta ingår i släktet Mactrotoma och familjen Mactridae. Inga underarter finns listade i Catalogue of Life.